# می‌ترونیک
می‌ترونیک دانش مطالعه ساختارهای دی‌الکتریک تشدید‌کننده رزونانس‌های می است که به عنوان یک رویکرد جدید در فوتونیک زیرموج ظاهر شده است. تشدید می (Mie resonances) به نوعی از تشدیدهای الکترومغناطیسی اشاره دارند که در ساختارهای دی‌الکتریک با ضریب بالای شکست (high-index dielectric) رخ می‌دهند. این تشدیدها زمانی اتفاق می‌افتند که طول موج نور با ابعاد ساختار مقایسه شود.

## پیشینه
چندین سال پیش، مشخص شد که ساختارهای دی الکتریک تشدیدکننده ساخته شده از مواد با ضریب شکست بالا ممکن است مکمل خوبی برای پلاسمونیکها باشند، یا حتی در بسیاری از کاربردها جایگزین آن شوند. رزونانس های الکترومغناطیسی وابسته به هندسه و اندازه به عنوان تشدید می شناخته می شوند. چنین تشدیدهایی زمانی اتفاق می‌افتد که طول موج نور درون ذره با ابعاد فضایی آن مانند شعاع 2R≈ λ/n قابل مقایسه باشد، جایی که n ضریب شکست ماده ذره، R شعاع نانوذره و λ طول موج نور است. برای ذرات دی الکتریک با ضریب شکست بالا، می توان رزونانس های الکتریکی و مغناطیسی با توان‌های مشابه را مشاهده کرد. یک تشدید دوقطبی مغناطیسی قوی می‌تواند از طریق جفت شدن نور ورودی با جریان‌های جابجایی دایره‌ای میدان الکتریکی که در داخل ذره قرار دارد، تحریک شود. این ماهیت رزونانس‌های هندسی نشان می‌دهد که یک نانوذره باید از ماده‌ای با ضریب شکست نسبتاً بزرگ ساخته شود تا رزونانس‌های آن به محدوده‌های طیفی مرئی و مادون قرمز میانی (IR) منتقل شود.

## ویژگی‌ها و برتری‌ها

### کاهش اتلاف انرژی
می-ترونیک بر پایه ساختارهای دی‌الکتریک با ضریب شکست بالا استوار است که دارای اتلاف انرژی کمتری نسبت به فلزات در پلاسمونیک هستند. این ویژگی باعث می‌شود که می-ترونیک بتواند میدان‌های داخلی قوی‌تری را حفظ کند و در نتیجه کارایی بالاتری داشته باشد.

### کنترل بهتر نور
می-ترونیک از تشدیدهای Mie بهره می‌برد که امکان کنترل فضایی و زمانی نور را از طریق تداخلات چندقطبی و حالت‌های محدود در پیوستگی فراهم می‌کند. این کنترل دقیق باعث می‌شود که می-ترونیک بتواند در طراحی دستگاه‌های نوری پیشرفته مانند لیزرهای نانویی و حسگرهای بیولوژیکی با حساسیت بالا استفاده شود.

### تقویت پاسخ مغناطیسی
در می-ترونیک، امکان تحریک تشدیدهای مغناطیسی وجود دارد که این ویژگی به ایجاد تداخلات و شکل‌دهی غیرمعمول پرتوها کمک می‌کند. این امر منجر به تقویت نور و انتقال بالای ساختارهای متا می‌شود، که در مقایسه با پلاسمونیک، قابلیت‌های بیشتری را ارائه می‌دهد.

### عدم وابستگی به فلزات
می-ترونیک به مواد دی‌الکتریک وابسته است، بنابراین از مشکلاتی مانند اکسیداسیون و پایداری پایین فلزات رنج نمی‌برد. این ویژگی باعث افزایش طول عمر و پایداری دستگاه‌ها می‌شود

## کاربردها

### نانولیزرها
می-ترونیک امکان توسعه نانولیزرها با کارایی بالا را فراهم می‌کند. این لیزرها از تشدیدهای می برای تولید نور با کیفیت بالا و در طول موج‌های خاص استفاده می‌کنند، که به ویژه در کاربردهای پزشکی و صنعتی مفید است.

### حسگرهای زیستی و شیمیایی
دستگاه‌های مبتنی بر می-ترونیک به دلیل حساسیت بالا و قابلیت شناسایی مولکول‌ها، در حسگرهای زیستی و شیمیایی مورد استفاده قرار می‌گیرند. این حسگرها قادر به شناسایی تغییرات در غلظت مواد شیمیایی یا بیولوژیکی با دقت بسیار بالا هستند.

### فوتونیک کوانتومی
می-ترونیک به عنوان یک پلتفرم مناسب برای توسعه فناوری‌های فوتونیک کوانتومی شناخته شده است. این فناوری‌ها شامل تولید و کنترل حالت‌های کوانتومی نور هستند که می‌توانند در ارتباطات کوانتومی و محاسبات کوانتومی کاربرد داشته باشند.

### فوتونیک توپولوژیکی
این حوزه از می-ترونیک به طراحی ساختارهایی با ویژگی‌های توپولوژیکی خاص اشاره دارد که می‌توانند نور را به طور مؤثری هدایت کنند. این ویژگی‌ها منجر به ایجاد دستگاه‌هایی با عملکرد بالا در زمینه‌های مختلف نوری می‌شود.

### اپتیک غیرخطی
می-ترونیک قابلیت تولید فرکانس‌های غیرخطی را از طریق تشدیدهای می فراهم می‌کند. این فرآیندها شامل تولید  هارمونیک سوم (THG) و تبدیل فرکانس هستند که در سیستم‌های نوری پیشرفته بسیار مهم هستند.

### ساختارهای متا
ساختارهای متا مبتنی بر تشدیدهای می، امکان طراحی دستگاه‌هایی با ویژگی‌های نوری خاص مانند Q-plates، متاهولوگرام‌ها و لنزهای فلزی را فراهم می‌کنند. این دستگاه‌ها به دلیل قابلیت کنترل دقیق نور، در کاربردهایی نظیر تصویربرداری و نمایش اطلاعات بسیار مفید هستند.

### مدارات نوری قابل تنظیم
می-ترونیک امکان ایجاد مدارات نوری قابل تنظیم را فراهم می‌کند که می‌توانند برای پردازش اطلاعات نوری استفاده شوند. این مدارات به دلیل اندازه کوچک و کارایی بالا، در فناوری‌های ارتباطی آینده نقش مهمی خواهند داشت.